# Cefalea di tipo tensivo
La cefalea di tipo tensivo è la più frequente (90%) tra le cefalee. È caratterizzata da dolore di qualità gravativo-costrittiva al capo, soventemente associato all'aumento del tono dei muscoli del capo e/o della nuca.
L'attuale denominazione, cefalea di tipo tensivo (acronimo italiano CT o inglese TTH tension-type headache), sostituisce le precedenti cefalea essenziale, cefalea idiopatica, cefalea muscolo-tensiva, cefalea tensiva, cefalea da stress, cefalea psicogena, cefalea psicomiogena.
Il termine tensivo deriva da osservazioni ormai superate che facevano risalire il dolore alla contrazione dei muscoli del capo o del collo. Attualmente si ritiene che la cefalea di tipo tensivo non abbia un'unica causa definita.

## Caratteristiche del dolore
Il dolore della cefalea di tipo tensivo viene sovente descritto come una forte sensazione di compressione della testa, come se questa fosse stretta da una morsa. Il dolore non è pulsante ed è frequentemente bilaterale, tipicamente lieve o moderato, ma talora può essere anche molto intenso.
Generalmente dura 4-6 ore, ma può anche manifestarsi per minuti, un giorno intero (comincia al mattino, aumenta lentamente nel corso della giornata, scompare alla sera), per diversi giorni o mesi (dolore subcontinuo nelle forme croniche), talora per anni. La sua comparsa o intensità è influenzata da stress emotivi, ansia e depressione.
Può coesistere aumentata dolorabilità dei muscoli della testa alla palpazione manuale (cefalea di tipo tensivo associata a dolorabilità dei muscoli pericranici).

## Diagnosi

### Cefalea primitiva o secondaria?
Secondo le linee guida dell'International Headache Society, la cefalea dev'essere definita primitiva in un soggetto in cui non è dimostrabile la presenza di altre patologie oppure quando non è sostenibile o non sussiste nessuna correlazione con altre patologie coesistenti alla cefalea.
Se la cefalea si manifesta in concomitanza o in relazione a una patologia che ha come sintomo il mal di testa e, per esempio, si riduce in seguito al miglioramento della patologia primaria (o si aggrava in seguito al peggioramento di tale patologia), la diagnosi deve essere di cefalea secondaria.
Se una condizione patologica aggrava una preesistente cefalea primitiva, il medico può porre o una doppia diagnosi di cefalea primitiva associata a una forma secondaria di cefalea correlata alla patologia in atto o può essere posta la sola diagnosi di cefalea primitiva.
Queste linee guida sono comuni a tutte le cefalee.
Attualmente, nella descrizione delle cefalee i termini primaria primitiva e idiopatica sono pressoché equivalenti e vengono utilizzati per definire contemporaneamente due aspetti: la non dipendenza da altre patologie e l'eziologia sconosciuta. Parimenti i termini secondaria e sintomatica designano invece i casi in cui la cefalea è correlata o è il sintomo di una patologia.

### Classificazione
- episodica: episodi di cefalea con dolore gravativo-costrittivo bilaterale, d'intensità da lieve a moderata non incrementata dall'attività fisica normale (salire le scale), di durata variabile da minuti a giorni (anche una settimana). Il dolore è tipicamente bilaterale. La nausea e il vomito sono assenti, può essere presente anoressia. Possono essere presenti fotofobia oppure fonofobia (mai assieme). All'interno della forma episodica si riconoscono, in base alla frequenza e durata dei sintomi, due forme:

-Episodica sporadica: almeno 10 episodi che si verifichino per meno di 12 giorni all'anno (quindi meno di un episodio al mese)
-Episodica frequente: almeno 10 episodi che si verifichino per 1-14 giorni al mese per almeno 3 mesi.
Le forme episodiche possono evolversi nella forma cronica.
- cronica: forma che evolve da una cefalea di tipo tensivo episodica, con episodi di cefalea quotidiani o molto frequenti (più di 15 giorni al mese da più di 3 mesi) di durata variabile da minuti a giorni. Il dolore, di tipo gravativi-costrittivo  è tipicamente bilaterale, di intensità da lieve a moderata e non risulta peggiorato dall'attività fisica di routine (salire le scale). Può manifestarsi uno di questi sintomi (uno dei tre per volta): nausea lieve (mai moderata o intensa, mai vomito) oppure fonofobia oppure fotofobia. A differenza delle forme episodiche, la cefalea cronica causa un peggioramento della qualità di vita e può essere fonte di disabilità anche elevata.

## Eziologia delle forme primitive
La causa che genera la cefalea di tipo tensivo è ancora sconosciuta. In individui predisposti, la cefalea di tipo tensivo può essere scatenata dai seguenti fattori e condizioni:
- Stress (cefalea pomeridiana dopo lunghe ore di lavoro)
- Riduzione delle ore di sonno
- Malocclusioni dentarie
- Cattive posture o posizioni scomode (assunte per molto tempo nell'arco della giornata)
- Pasti irregolari
- Astenopia (condizione passeggera di affaticamento degli occhi)
- Astinenza da caffeina

È stato proposto che anomalie del sistema nervoso centrale o periferico potrebbero essere coinvolte nell'eziopatogenesi della malattia. Per molto tempo si è creduto che questo tipo di manifestazioni dolorose fossero provocate dalla contrazione tonica o comunque frequente dei muscoli del capo e del collo. Una delle teorie illustra che la causa principale della cefalea di tipo tensivo e dell'emicrania sia il bruxismo (digrignamento dei denti durante il sonno e/o veglia), che determina una contrazione continua del muscolo temporale. Sebbene la contrazione muscolare possa giocare un ruolo nel determinismo della patologia, l'opinione attualmente più diffusa in ambito scientifico prevede la compresenza di diversi fattori.
- Una teoria è che il dolore sia causato da un malfunzionamento nei sistemi che regolano la percezione del dolore presenti nel tronco encefalico. Secondo questa teoria, il cervello interpreterebbe come dolorosi stimoli di altra natura (per esempio propriocettivi) provenienti dal muscolo temporale o da altri muscoli del capo e del collo.
- Un'altra teoria chiama in causa una riduzione dei livelli di serotonina: la somministrazione di antidepressivi triciclici come l'amitriptilina è stata utilizzata con successo nel trattamento della cefalea di tipo tensivo anche se i risultati ottenuti probabilmente dipendono non solo dall'inibizione del reuptake della serotonina ma anche da altri meccanismi.
- L'ossido nitrico (nitrossido, NO) è probabilmente coinvolto nella patogenesi della malattia in quanto, secondo studi recenti[2]  determina una sensitizzazione delle vie di trasmissione del dolore. Nei pazienti con cefalea cronica di tipo tensivo è stata dimostrata un'aumentata sensibilità al dolore (riduzione della soglia del dolore) cutaneo e muscolare in seguito a stimolazioni meccaniche, termiche ed elettriche causata o correlata ad un aumento dell'attività dell'enzima nitrossido sintasi (NOS).
- Una ipereccitabilità dei neuroni centrali deputati alla nocicezione (nucleo della radice discendente del trigemino, talamo, corteccia cerebrale) sembra essere coinvolta nella genesi delle forme croniche di malattia: nei pazienti con cefalea cronica di tipo tensivo la sensibilità generale al dolore è aumentata (iperalgesia); queste osservazioni suggeriscono la presenza di anomalie nella trasmissione e processazione degli stimoli dolorifici in pazienti con cefalea cronica di tipo tensivo[3].
- Come substrato neurofisiologico della malattia cronica è stata anche proposta un'anomalia nei sistemi inibitori di controllo del dolore[4].

Si ritiene inoltre che le forme episodiche siano frequentemente associate a posture anomale mentre le forme croniche sarebbero sostenute dalle modifiche permanenti del sistema nervoso centrale sopra descritte che esitano in iperalgesia alla quale si assocerebbe una componente psicoaffettiva (ansia e/o depressione).

## Terapie farmacologiche
La cefalea di tipo tensivo episodica può essere trattata con analgesici, in particolare l'ibuprofene si è dimostrato più efficace del paracetamolo in studi controllati. Tuttavia, il ricorso frequente ai FANS, al paracetamolo o ad altri tipi di analgesici può determinare un aumento della frequenza e della gravità degli episodi cefalgici e favorire una cronicizzazione della patologia.
I farmaci attualmente impiegati nella cefalea tensiva cronica resistente alle terapie usuali(da soli o in combinazione):
- amitriptilina (antidepressivo triciclico che migliora il tono dell'umore nei pazienti in cui la cefalea riconosce una componente depressiva, è utilizzato anche nella profilassi dell'emicrania)
- mirtazapina
- tossina botulinica in alcuni pazienti
- valproato di sodio (nella profilassi).
- diclofenac sodico

## Terapie non farmacologiche
La cefalea di tipo tensivo cronica può essere trattata con una terapia di fondo farmacologica e non farmacologica come il biofeedback, la TENS, le tecniche di rilassamento, talvolta la psicoterapia e, qualora dipendesse da una condizione di malocclusione, con l'ausilio di un dispositivo chiamato ortotico che corregga la malocclusione e ripristini così il corretto lavoro muscolare del viso.

### Biofeedback
Il biofeedback per il trattamento della cefalea tensiva è un metodo d'intervento non farmacologico e privo di effetti collaterali; si basa su una lunga sperimentazione scientifica cominciata negli anni ‘70 che ne ha ampiamente dimostrato l'efficacia e che ne fa l'opzione di prima linea per il trattamento e la profilassi della cefalea di tipo tensivo (Nicholson et al. 2011).
Il trattamento di biofeedback per la cefalea di tipo tensivo si è dimostrato efficace nell'80% dei pazienti trattati (Sherman, 2012) una percentuale ben superiore al 20-30% dell'amitriptilina, il farmaco (antidepressivo triciclico) più usato nel trattamento profilattico della cefalea tensiva.
Arena e colleghi (1995) hanno anche dimostrato che ben il 100% dei pazienti trattati con l'EMG-biofeedback sui muscoli del trapezio/collo ha raggiunto una riduzione clinicamente significativa dei sintomi e della frequenza delle cefalee.
In una recente metanalisi, Nestoriuc e colleghi (2008) hanno condotto un rigoroso confronto tra 53 ricerche (selezionate tra un numero ben maggiore in base al rigore metodologico usato) condotte a partire dagli anni '70 sull'efficacia dei vari protocolli di Biofeedback nel trattamento della cefalea tensiva.
Da questo imponente studio, condotto con una metodologia di analisi molto rigorosa, sono emersi dati molto chiari: il Biofeedback ha un'efficacia che si colloca nel range medio-alto: l'EMG-Biofeedback è il trattamento con il grado di efficacia più alto.
È stato inoltre dimostrato che l'efficacia del Biofeedback è significativamente superiore a quella del semplice rilassamento; da una ricerca (Blanchard et al. 1982) è emerso che il 36% dei pazienti con cefalea tensiva e il 44% dei pazienti con emicrania che non hanno mostrato miglioramenti con le sole tecniche di rilassamento (10 sedute in 8 settimane) hanno invece risposto bene al Biofeedback.

### Bite e ortotico
Se l'eziologia è di tipo occlusale è opportuno adottare dei dispositivi mobili (es: bite) così da correggere la malocclusione. Ottimale può essere l'uso di un ortotico, la cui posizione viene determinata dopo un accurato esame della masticazione, chiamato esame kinesio-elettromiografico. Comunemente trascurato è il ruolo del dentista, in particolar modo dello gnatologo, che è spesso in grado di risolvere questa patologia senza l'utilizzo di farmaci, riportando la muscolatura ad una posizione di rilassamento e risolvendo il problema in poche settimane, a volte mesi.

### Fisioterapia
Tale cefalea può essere curata con la ginnastica posturale può aiutare a prevenire la tensione muscolare e a migliorare il tono muscolare, così da rendere i muscoli più forti ed elastici. Anche il massaggio rilassante può attenuare temporaneamente i sintomi. Tuttavia non esistono prove sperimentali a sostegno della fisioterapia come mezzo efficace nel trattamento della cefalea tensiva.

## Precisazioni e approfondimenti
L'assunzione della pillola anticoncezionale aumenta il rischio trombotico negli emicranici ma non nei pazienti affetti da cefalea di tipo tensivo.